# Устинкино
Устинкино (хак. Наа аал - Новое село) — село в Орджоникидзевском районе Хакасии. Административный центр Устинкинского сельсовета.

## География
Расположено в пойме реки Чёрный Июс.

## Население
| 2002 | 2010  |
| ---- | ----- |
| 1346 | ↘1158 |